# Mainbrücken in Schweinfurt

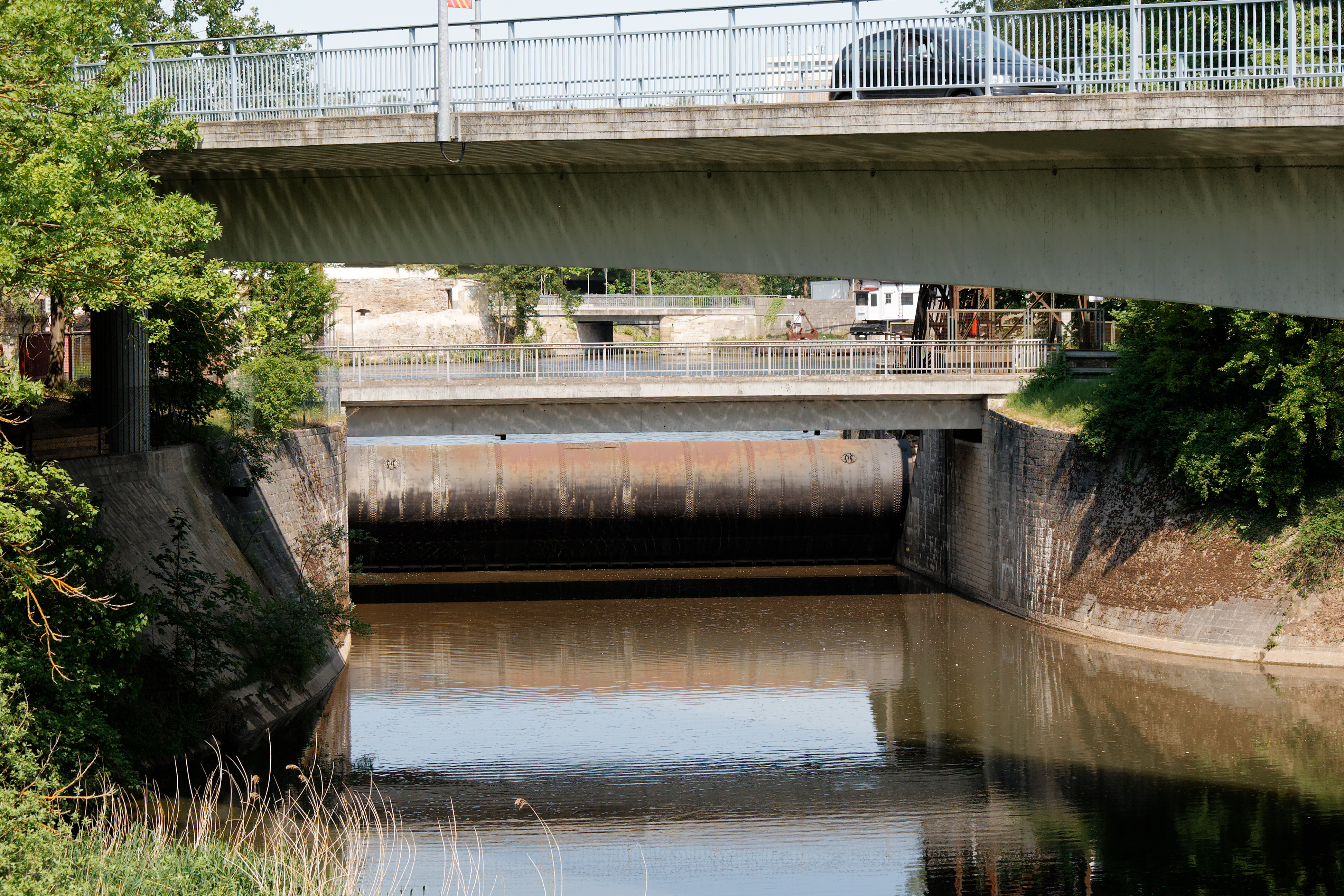
Blick von der Marienbrücke unter der Maxbrücke hindurch auf die Brücke zwischen der Maininsel Bleichrasen (links) und der Böckleinsinsel (rechts), mit Walzenwehr. Im Hintergrund die Brücke über die Mündung des Marienbachs in den Main

Der Main fließt auf seiner Gesamtlänge von 527 Kilometern rund 8 km durch die kreisfreie Stadt Schweinfurt, etwa zwischen Strom-km 336 und 328. Innerhalb Schweinfurts befinden sich insgesamt 62 Brücken. Sieben davon sind Mainbrücken, die den Main, den Saumain (Altarm des Mains) oder das Altmaintal (unterhalb des Sennfelder Seenkranzes) überspannen. Eine dieser Brücken ist eine Eisenbahnbrücke, alle anderen sind Straßenbrücken.

## Maxbrücke
Lage
Die heutige Maxbrücke steht an der Stelle der ersten Schweinfurter Mainbrücke. Namensgeber für die heutige Brücke und ihre beiden Vorgängerbauten (1902–1945 und 1945–1960) ist König Maximilian II. von Bayern.

### Geschichte

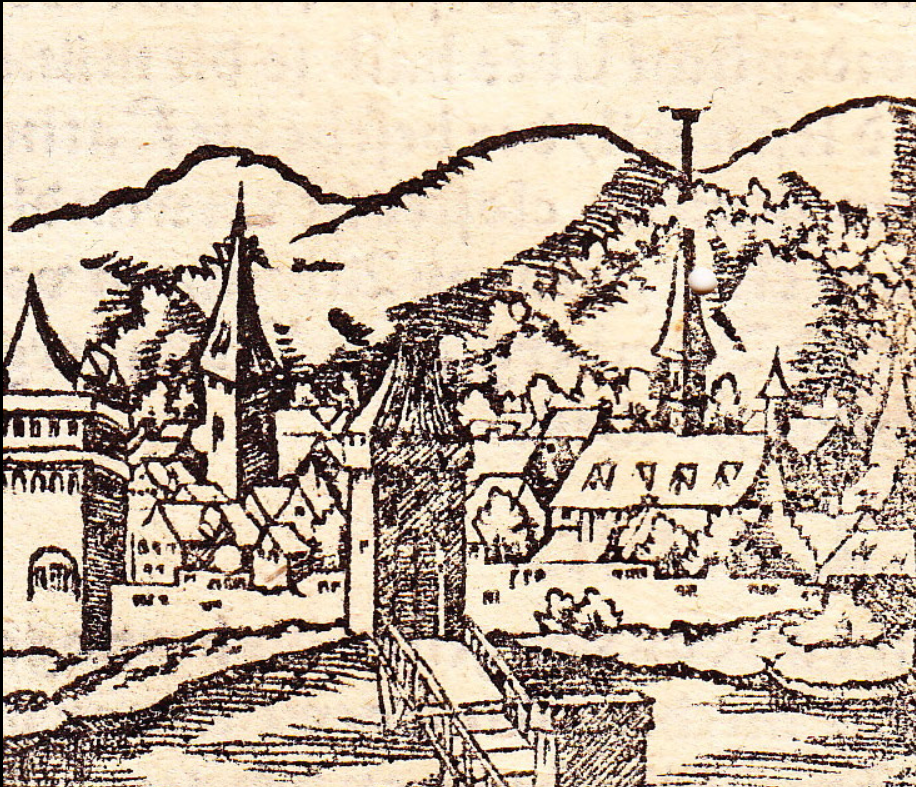
Ältestes Bild einer Brücke über den Main (vor dem Zweiten Stadtverderben von 1554). Cosmographia von 1550

#### Furt und Fähren
Die erste Schweinfurter Siedlung, das sogenannte Dorf Altstadt, verfügte nur über eine Furt über den Main (siehe: Suuinfurtero marcu, Furt). Auch an der im 12. Jahrhundert weiter westlich neu angelegten Stadt, der heutigen Altstadt, war bis zum Ende des 14. Jahrhunderts der Verkehr über den Main nur mit Fähren möglich.

#### Erste Schweinfurter Mainbrücke
Ein Privilegium von König Wenzel von 1397 erlaubte der Stadt, Brücken, Mühlen und Wasserbauten aller Art am Main zu errichten und zur Bestreitung der Baukosten einen Zoll einzuführen. Spätestens 1408 war die erste Schweinfurter Mainbrücke errichtet worden, an der bereits von einer Beschädigung durch Eisgang berichtet wurde.
Die älteste bekannte Abbildung einer Mainbrücke von 1550 und gleichzeitig älteste bekannte Stadtansicht stammt aus der Cosmographia von Sebastian Münster (1488–1552). Es ist zudem die einzige Stadtansicht vor dem sog. Zweiten Stadtverderben (siehe: Geschichte Schweinfurts, Zweites Stadtverderben).

#### Staubbrücke

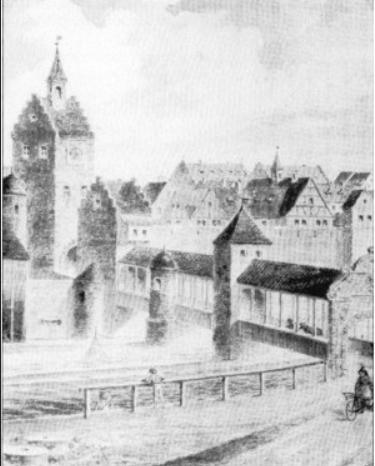
Staubbrücke vor 1833, mit einem Mann mit Draisine (rechts)

Die überdachte Holzbrücke wurde Staubbrücke genannt, da der Lehmbelag des Brückenbodens staubte, wenn ein Wagen darüber fuhr. Die Staubbrücke bildete eine bauliche Einheit mit dem Brückentor, einem Doppeltor das 1832/33 abgerissen wurde. Das Dach der Brücke wurde, wie weithin bei Holzbrücken üblich, angebracht um die Konstruktion vor Witterungseinflüssen zu schonen und die Lebensdauer der Brücke zu erhöhen. Auf dem Mittelpfeiler befand sich ein Brückenturm.
Die Staubbrücke zeigt Merkmale der Brücke aus der Stadtansicht von 1550: den Brückenturm und den (äußeren) Torturm des Brückentors, der in beiden Fällen vor der Stadtmauer stand.

#### Erste Maxbrücke (1858–1902)

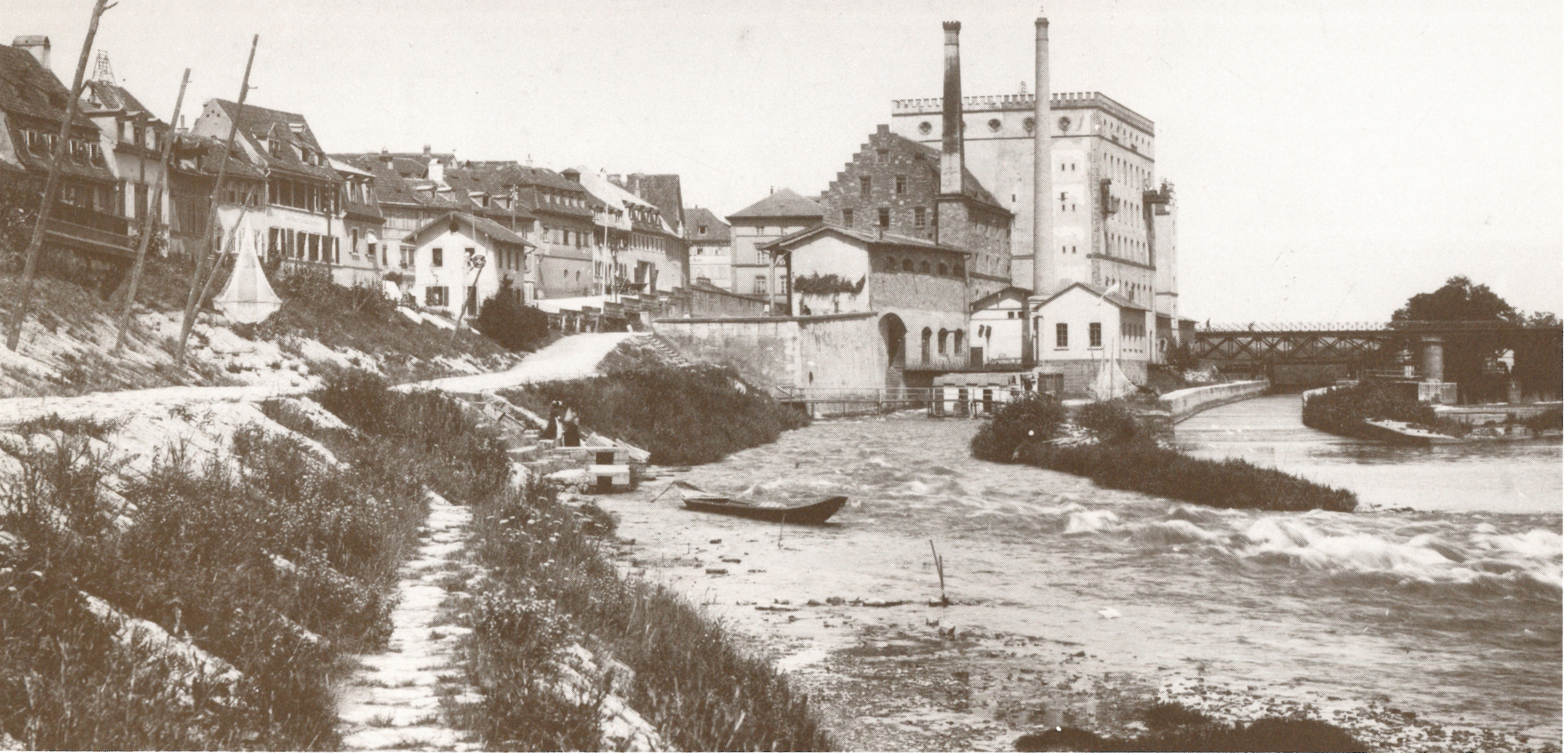
Erste Maxbrücke (Stahlfachwerk, 1858–1902) links mit Mühlen, um 1900

Im Jahre 1858 wurde die aus heutiger Sicht viertletzte Brücke an dieser Stelle errichtet. Eine Stahl-Fachwerkbrücke des bekanntesten Typs nach Stephen Harriman Long (1784–1864) mit X-förmig angeordneten Stahlträgern. Im Jahre 1872 wurde unter der Brücke, zwischen Mühlenkanal und Mainhauptarm, der Floßkanal errichtet.

#### Zweite und dritte Maxbrücke (1902 bis 1945/1960)

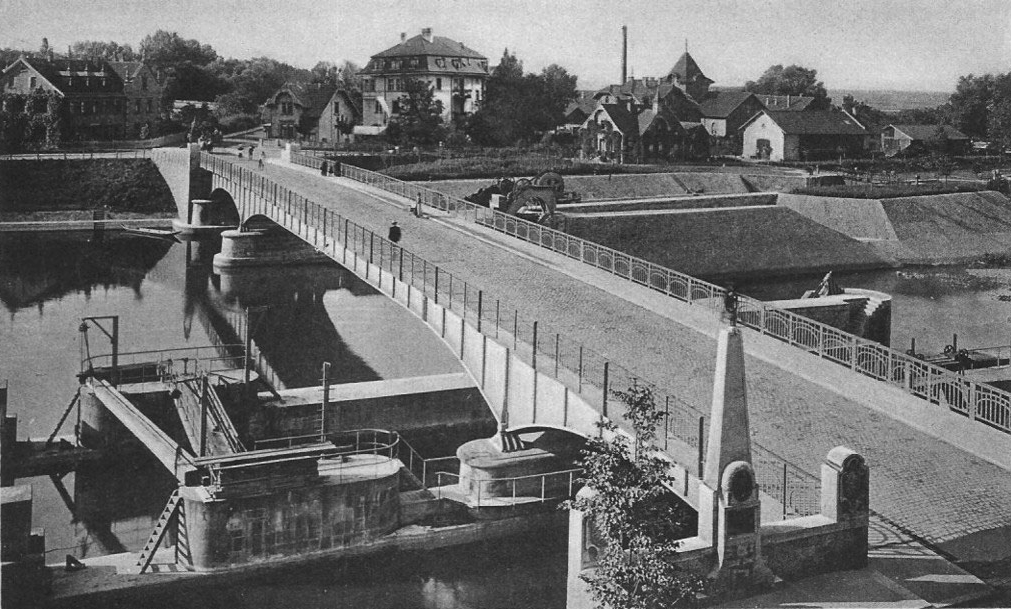
Zweite Maxbrücke (Blechträger, 1902–1945). Von vorne: Mühlenkanal, Floßkanal, Main-Hauptarm und Schleusenkanal, in den 1930er Jahren

Im Jahre 1902 wurde die zweite Maxbrücke errichtet, die aus heutiger Sicht drittletzte Brücke an dieser Stelle. Die Stahlbrücke aus Blechträgern führte über Mühlenkanal, Floßkanal, Mainhauptarm und Schleusenkanal. Sie wurde 1945 von den Deutschen gesprengt. Nach dem Krieg wurde sie, unter Verwendung der Stahlteile der Vorgängerbrücke, als dritte Maxbrücke und aus heutiger Sicht vorletzte Brücke an dieser Stelle rekonstruiert; lediglich ein neues Geländer wurde angebracht. Die Brücke wurde 1960 abgebrochen, nach Fertigstellung der heutigen Brücke.

#### Brücken-Denkmal (von 1904/2012)

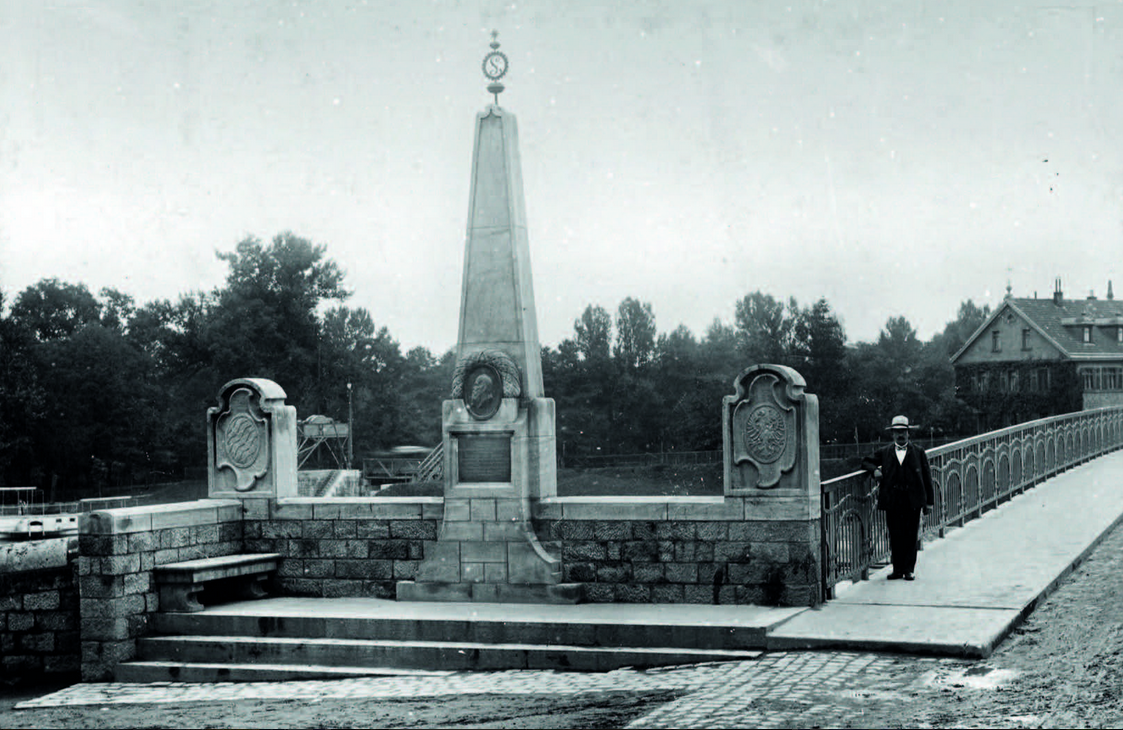
Brücken-Denkmal (von 1904) das 2012 rekonstruiert wurde. Anfang des 20. Jahrhunderts

Die obige Brücke wurde 100 Jahre nach der ersten Zugehörigkeit Schweinfurts zu Bayern (1802) eröffnet, woran das Denkmal von Theodor Fischer erinnert, das jedoch erst am 17. Juli 1904 enthüllt wurde. Es trägt eine Plakette von Prinzregent Luitpold. Das Denkmal wurde beim Bau der heutigen Maxbrücke demontiert, vom Städtischen Bauhof mangelhaft eingelagert und blieb nur in Überresten erhalten. Es wurde schließlich rekonstruiert, an selber Stelle wieder aufgebaut und im 150. Geburtsjahr von Fischer im Jahre 2012 erneut enthüllt.

### Heutige Maxbrücke (seit 1960)

#### Beschreibung

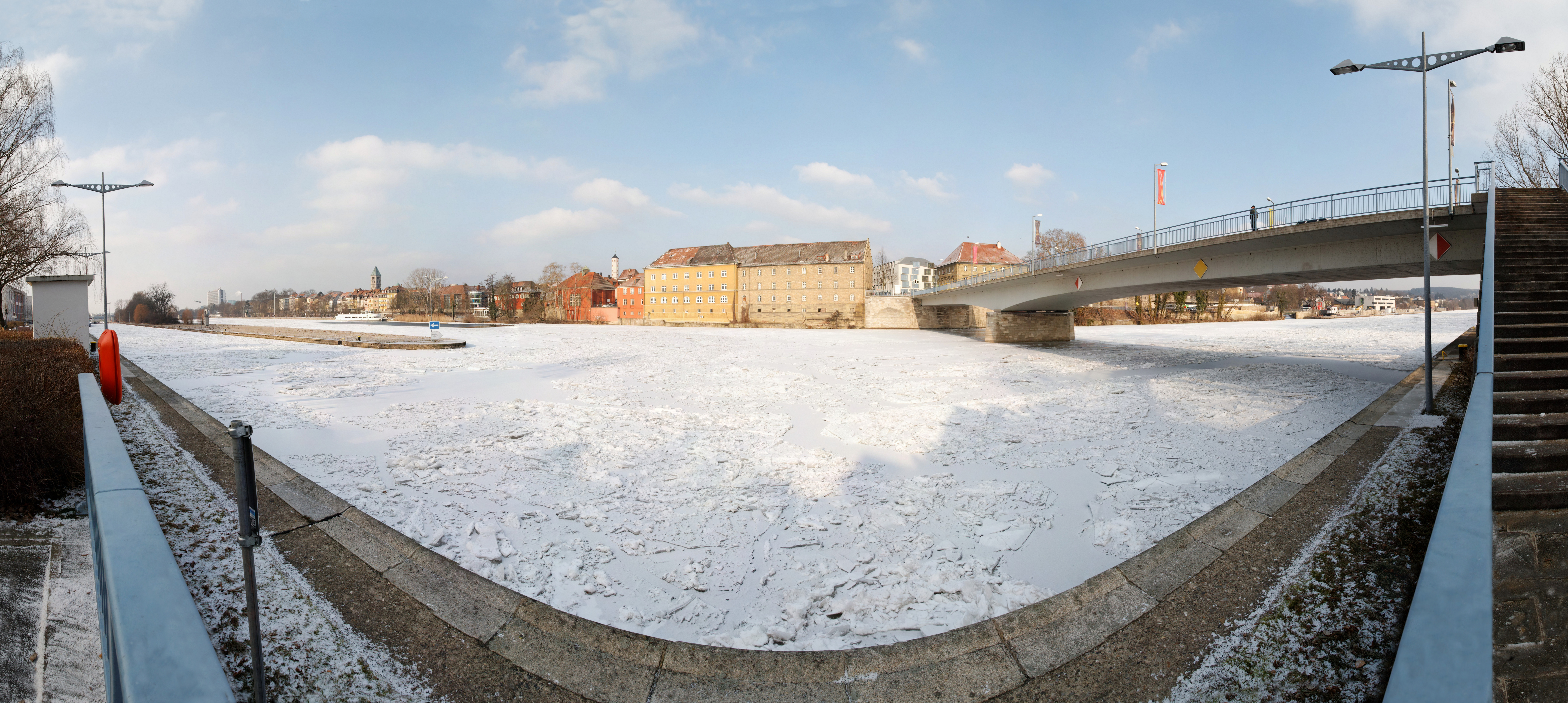
Heutige Maxbrücke (Spannbeton, seit 1960). Nördlicher Brückenteil über den Mainhauptarm. Weitwinkelaufnahme von 2012

Die heutige, vierte Maxbrücke ist eine Spannbetonbrücke über Mainhauptarm, Maininsel Bleichrasen und Saumain und damit die erste Brücke, die beide Flussarme in einem Bauwerk überspannt. Die Spannbetonbrücke wurde von 1958 bis 1960 von Dyckerhoff & Widmann errichtet und ist 259 m lang. Sie besitzt fünf Öffnungen und wird von zwei Widerlagern und vier Pfeilern getragen.
Über die Brücke verlief ursprünglich die Bundesstraße 286, die seit 1967 über die Hahnenhügelbrücke führt und seitdem die Staatsstraße St 2272. Die zunächst für zwei breite Fahrstreifen angelegte Brücke war bald dem hohen Verkehrsaufkommen nicht mehr gewachsen und wurde dreistreifig ummarkiert, mit zwei Fahrstreifen für den Individualverkehr und einer zusätzlichen, stadteinwärts führenden Busspur, was jedoch nach wie vor, insbesondere stadteinwärts, zu häufigen Staus führt. Rund 31.500 Fahrzeuge benutzen pro Tag das Bauwerk.(Stand: 2024)

#### Sanierungen
1997 wurde die Brücke erstmals umfassend saniert und verstärkt, die Gehwegkappen wurden verbreitert und ein beidseitiger, gemeinsamer Geh- und Radweg angelegt. 2017 wurde sie für 1,7 Mio. Euro erneut saniert.

#### Geplanter Abbruch und Neubau
Der Abbruch der in die Jahre gekommenen Brücke und ein Neubau sind seit längerer Zeit angedacht. An der Brücke wurden vorsichtshalber statische Bewegungsmelder installiert, das sogenannte Brücken-EKG. Künftig soll die Brücke stadteinwärts mindestens drei Fahrstreifen (einschließlich Busspur) umfassen. Von der Stadt wurde das Projekt ständig aufgeschoben, zunächst wegen einer geplanten Landesgartenschau für das Jahr 2026, die jedoch abgesagt wurde.

#### Trivia
Die Sanierung der Brücke vor dem geplanten Neubau wurde in der Sendung des privaten Fernsehsenders RTL „Mario Barth deckt auf!“ in der 25. Folge am 11. Oktober 2017 als Verschwendung von Steuergeldern kritisiert.

## Hahnenhügelbrücke

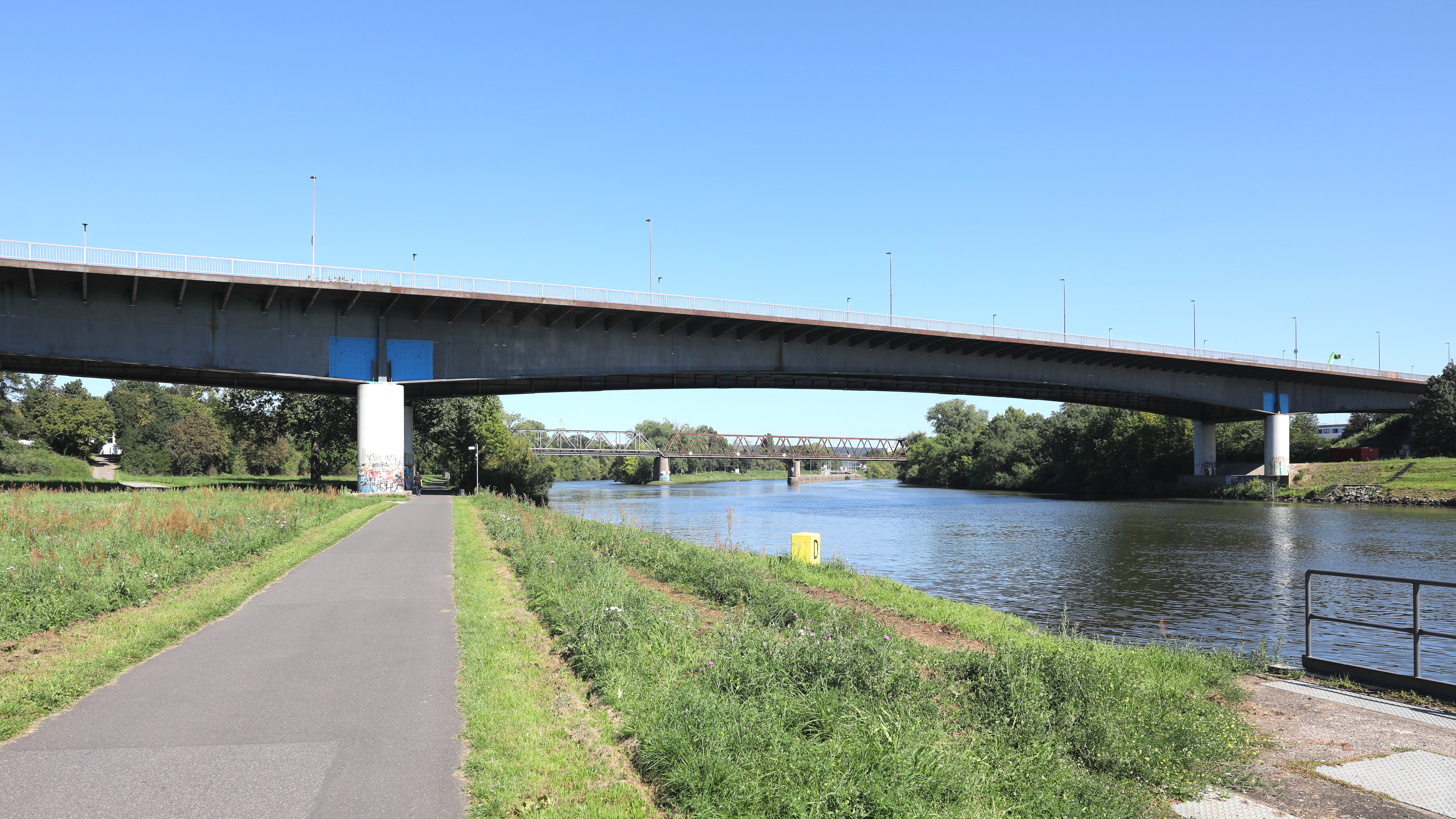
Hahnenhügelbrücke

Lage

### Beschreibung
Die Hahnenhügelbrücke ist eine vierstreifige Straßenbrücke, die als dritte Mainbrücke 1964–1967 mit drei Öffnungen errichtet wurde, 283 m lang und 24,5 m breit ist. Über sie führt die Bundesstraße 286. Mit über 41.800 (2011) Kraftfahrzeugen am Tag bildet sie die südmainische Hauptzufahrt in die Innenstadt.

### Geplanter Abbruch und Neubau
Da die Stahlbrücke nur für täglich 10.000 Fahrzeuge konzipiert wurde, genügt sie heutigen Anforderungen nicht mehr und soll unmittelbar nach Abbruch und Neubau der Maxbrücke durch eine fünf- oder sechsstreifige Brücke mit einer Lebensdauer von 70 Jahren ersetzt werden, mit zwei Fahrstreifen stadtauswärts und drei oder vier stadteinwärts.
Beim Abbruch und Neubau soll es keine Verkehrsbehinderungen geben, da der erste, östliche Teil der neuen Brücke (stadteinwärts, mit drei oder vier Fahrstreifen) unmittelbar neben der westlich gelegenen, vierstreifigen alten Brücke errichtet werden soll. Diese soll erst danach abgerissen und als zweiter Teil der neuen Brücke (stadtauswärts, mit zwei Fahrstreifen) errichtet werden.

## Mainbrücke Oberndorf
Lage

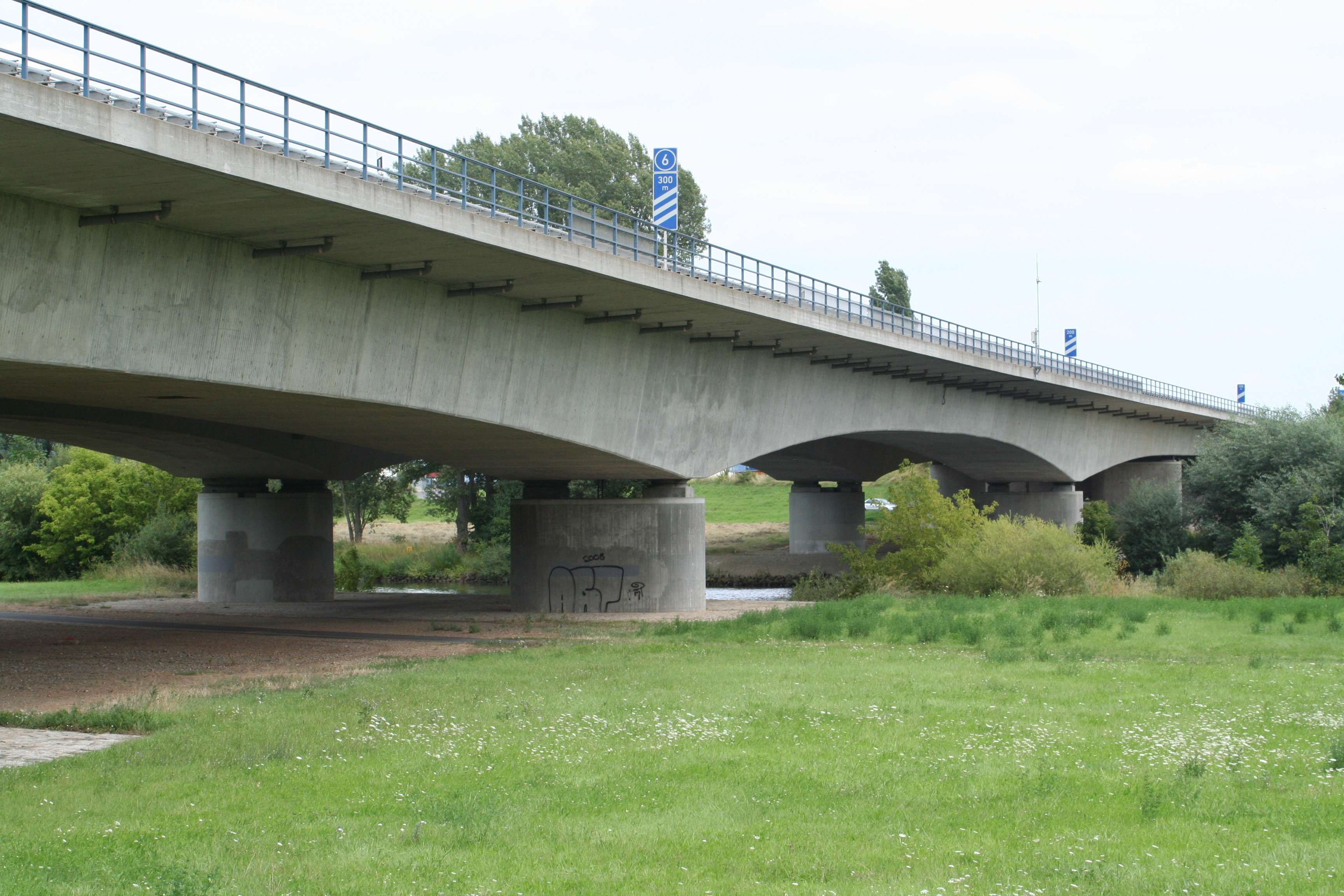
Mainbrücke Oberndorf

Die Mainbrücke Oberndorf (Main-km 329,74) ist die vierte und westlichste Brücke, die den Main innerhalb Schweinfurts vollständig quert. Die Brücke der Bundesautobahn 70 ist sechsstreifig (vier Fahrstreifen und zwei Standstreifen) mit einer Gesamtlänge von 374 Metern. Sie besteht aus zwei parallel liegenden Spannbetonbrücken. Die nördliche Brücke wurde 1968 bis 1970 als halbe Autobahnbrücke (zwei Fahrstreifen und  ein Standstreifen) für die damalige, neue Trasse der Bundesstraße 26 errichtet. Die südliche Brücke wurde ergänzend von 1993 bis 1994 errichtet, für die nun zur Autobahn ausgebaute Schnellstraße. Die Brücke überqueren über 40.000 (2017) Kraftfahrzeuge am Tag, etwa soviele wie die Hahnenhügelbrücke.

## Eisenbahnbrücke
Lage
Die Eisenbahnbrücke (im Volksmund: Gerolzhöfer Brücke; Main-Km 331,47) ist eine Stahlbrücke der eingleisigen Bahnstrecke Kitzingen–Schweinfurt (Streckenkilometer 49,149), die über Gerolzhofen führt. Die Strecke ist derzeit nur für Güterverkehr innerhalb Schweinfurts in Betrieb. Die Brücke wurde 1903 errichtet und 1945 von der Wehrmacht gesprengt. 1946 wurde eine Behelfsbrücke errichtet. Der nördliche Teil des Überbaus der danach errichteten, heutigen Brücke stammt von der Mainbrücke Wertheim. Er wurde nach der dortigen Streckenstilllegung im Jahr 1979 im Sommer 1984 demontiert und mit Pontons nach Schweinfurt transportiert und als Ersatzüberbau wiederaufgebaut. Die gesamte Brücke hat eine Länge von 234 Metern.

Eisenbahnbrücke
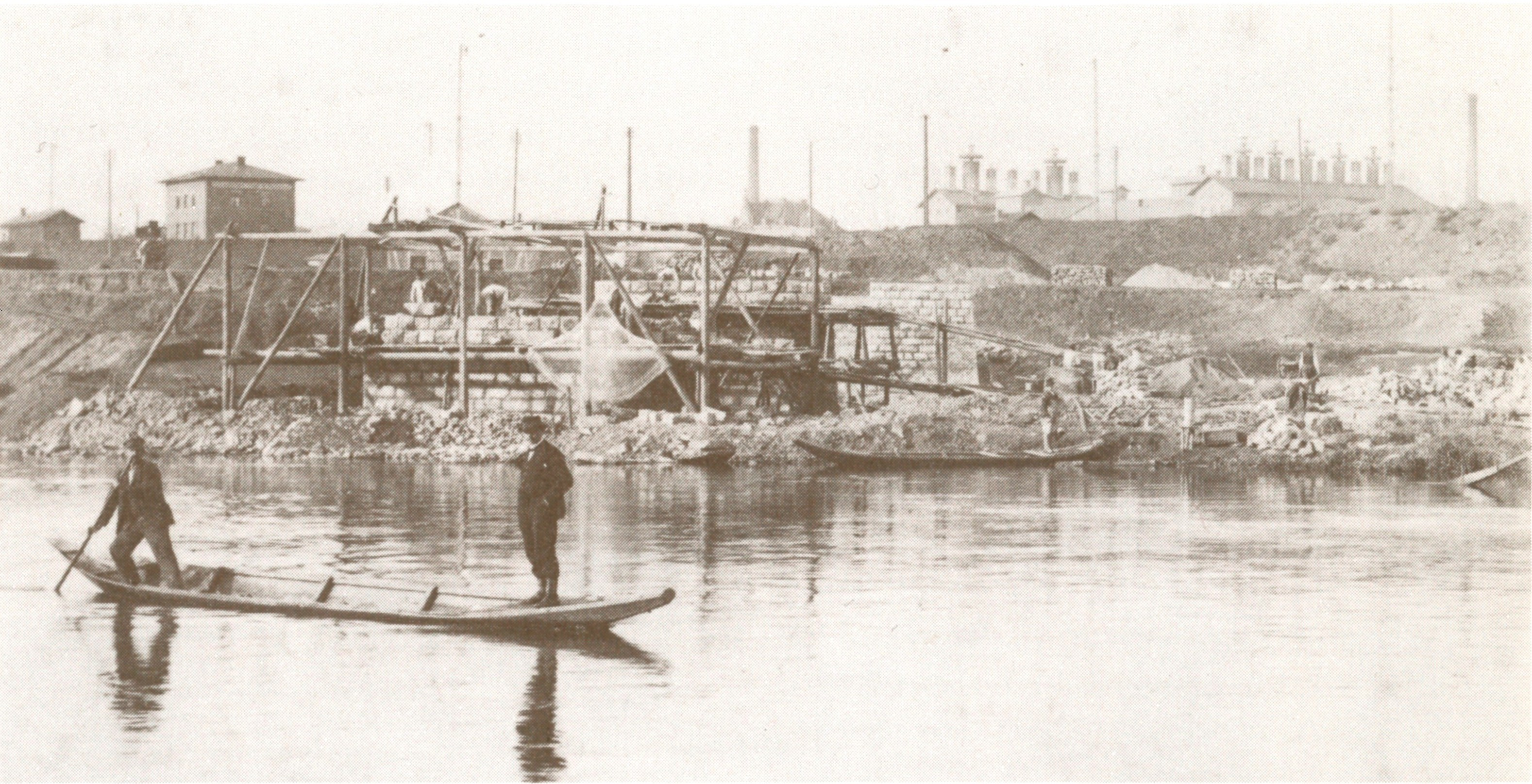
Bau der Brücke 1903
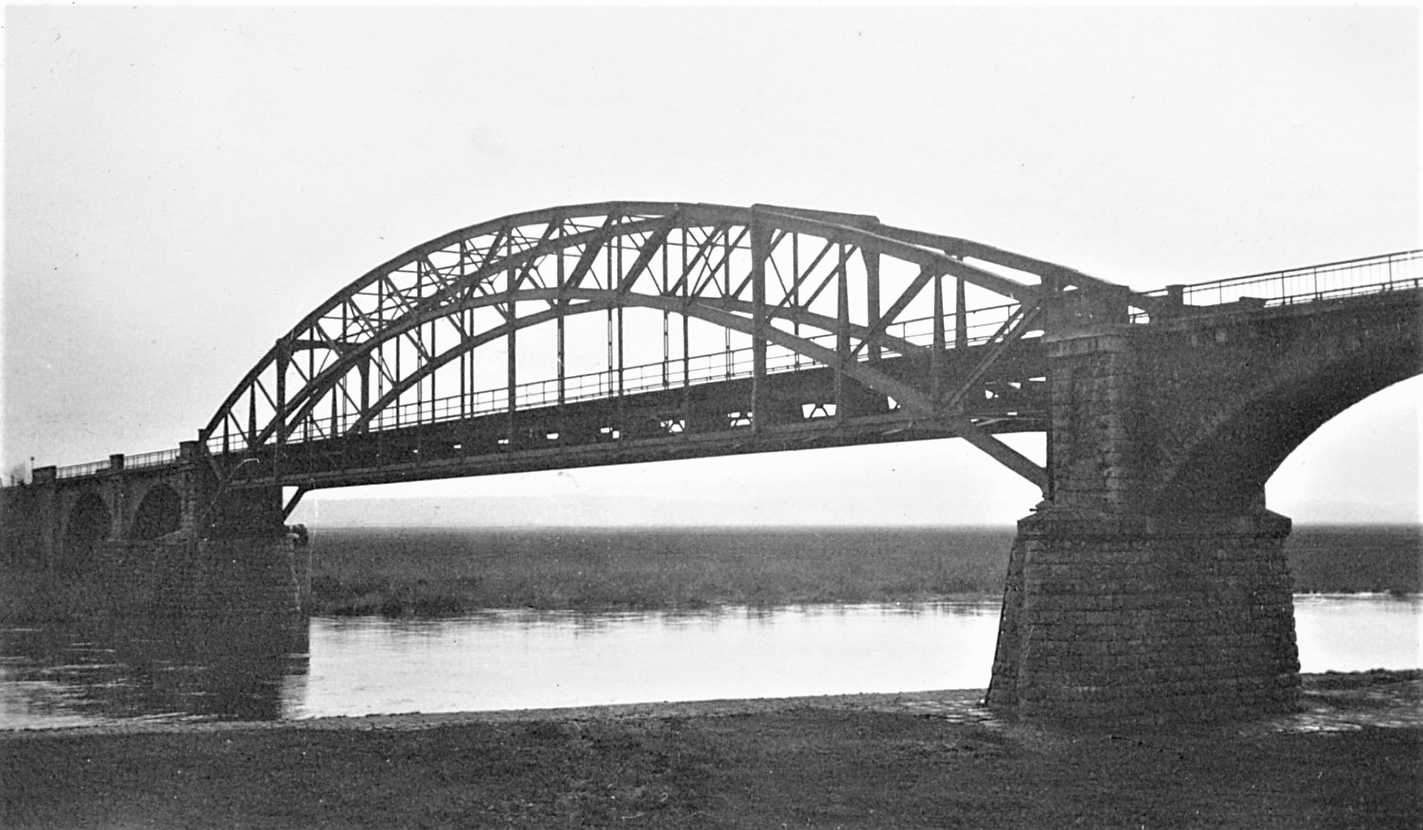
Brücke vor dem 2. Weltkrieg
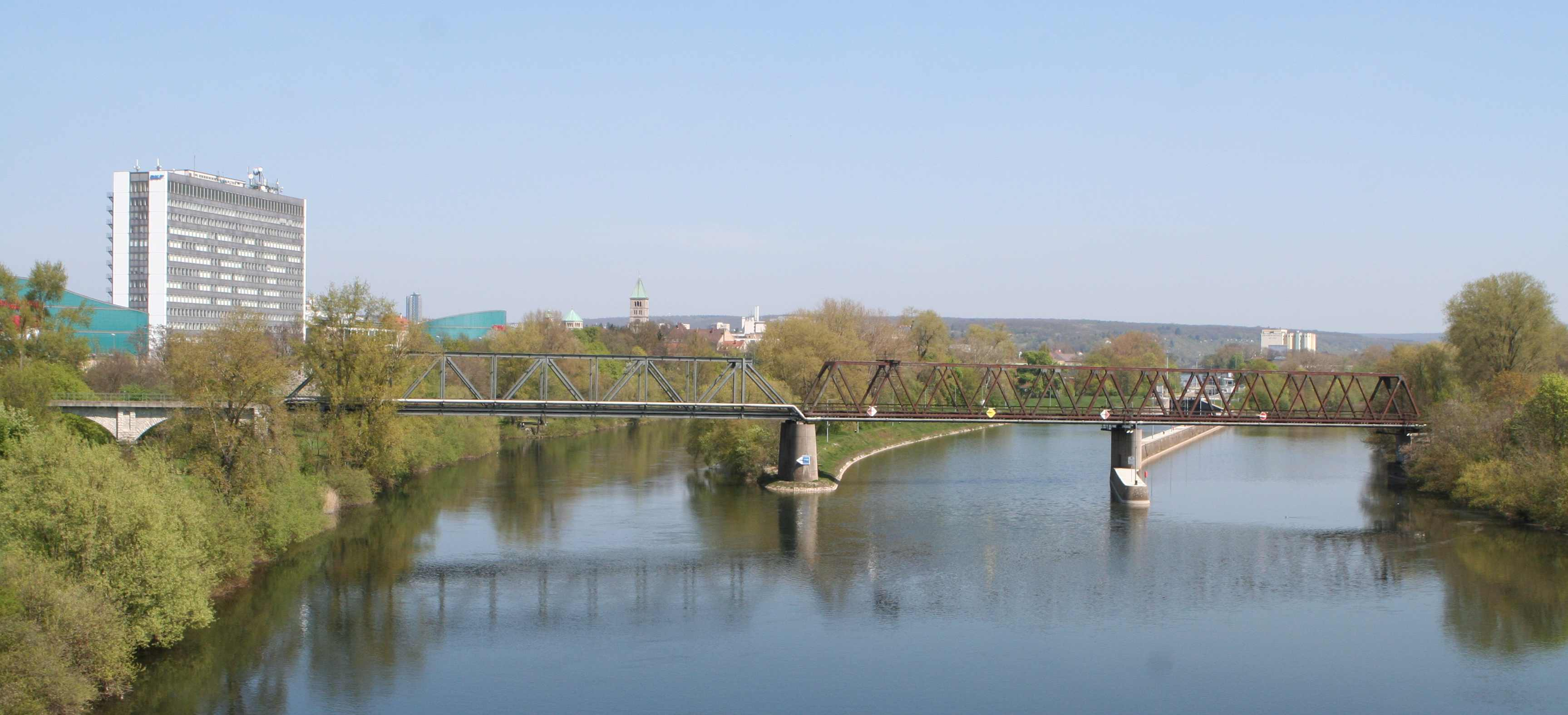
Brücke am Zusammenfluss von Mainhauptarm (links), Schleusenkanal (Mitte) und Saumain (rechts)

## Projekt „Dritte Mainbrücke“
Die sogenannte Dritte Mainbrücke ist ein aufgegebenes Projekt, das seit 2023 im Zusammenhang mit der Erneuerung der Maxbrücke wieder diskutiert wird. Unweit östlich (mainaufwärts) der Staustufe Schweinfurt war seit den 1960er Jahren eine weitere, vierstreifige Straßenbrücke geplant. Das Projekt wurde von den Grünen nach dem inzwischen erfolgten Bau der Oberndorfer Mainbrücke und unter Mitzählung der Eisenbahnbrücke (Gerolzhöfer Brücke) als Fünfte Mainbrücke bezeichnet.
Die Brücke sollte Main-Hauptarm, Schleusenkanal, Saumain, die beiden dazwischen liegenden Maininseln und zwei (nord- und südmainische) Bahnlinien überspannen. Bereits in den 1960er Jahren wurde ein Vorentwurf im Schweinfurter Tagblatt veröffentlicht, für eine über 350 Meter lange, einhüftige Schrägseilbrücke, mit einem Pylon auf einer der beiden Maininseln.
Das Großprojekt wurde in den 1990er Jahren in Anbetracht der hohen Kosten, bei aus damaliger Sicht nur bedingten Nutzen, vom Schweinfurter Stadtrat endgültig aufgegeben. Dies wird heute angesichts der sich zuspitzenden Mainbrücken-Problematik in der öffentlichen Meinung als Fehler angesehen. Ein nur bedingter Nutzen der Brücke erwies sich als Fehleinschätzung. Zuvor war bereits das damit verbundene Anschlussprojekt aufgegeben worden, die sogenannte Spitalseespange (am einstigen Spitalsee) als nordwestlicher Lückenschluss eines Rings um die Altstadt. Das Anschlussprojekt wird heute nicht mehr diskutiert, sondern eine kleinere Lösung nur mit Brücke und Anbindung an die Achse Schultesstraße – Gunnar-Wester-Straße.
Die geplante Trasse ist bis heute auf der Schleuseninsel durch eine Baumschneise erkennbar. Auch der Stadtring-Süd im Hafen-Ost, im Abschnitt Theodor-Vogel-Straße, wurde auf der Trasse in Richtung der geplanten Mainbrücke angelegt. Die Theodor-Vogel-Straße wurde mit einer Fahrbahn und einer Freihaltetrasse für eine zweite Fahrbahn für einen nachträglichen vierstreifigen Ausbau angelegt.

## Brücken über Main-Neben und Altarme

### Marienbrücke
Ein früher Vorläufer der Marienbrücke ist auf der Stadtansicht von Matthäus Merian von 1648 im Vordergrund als sehr einfache Holzbrücke dargestellt.
Die heutige Marienbrücke (Main-km 332,56) ist eine zweistreifige Straßenbrücke und quert den Altarm des Mains, den Saumain. Die Brücke wurde 1946 als Stahlbetonbrücke errichtet und bildete bis zur Eröffnung der heutigen Maxbrücke im Jahre 1960 den mittleren Teil der Maintalquerung, zwischen der damaligen Maxbrücke, die nur über den Mainhauptarm führte und der südlich gelegenen Ludwigsbrücke. Seit 1960 verläuft die Maxbrücke im Bereich ihres Abschnittes über den Saumain nahezu parallel zur Marienbrücke. Letztere hat seitdem nur noch die Aufgabe die Anfahrt zur Maininsel Bleichrasen und zur Böckleinsinsel zu ermöglichen.
Die Marienbrücke steht in keinem Zusammenhang mit dem Marienbach. Namensgeber für die Brücke und ihre Vorgängerbauten ist Marie von Preußen, die durch Heirat von König Maximilian II. von Bayern, dem Namensgeber der Maxbrücke, Königin von Bayern wurde.

Marienbrücke
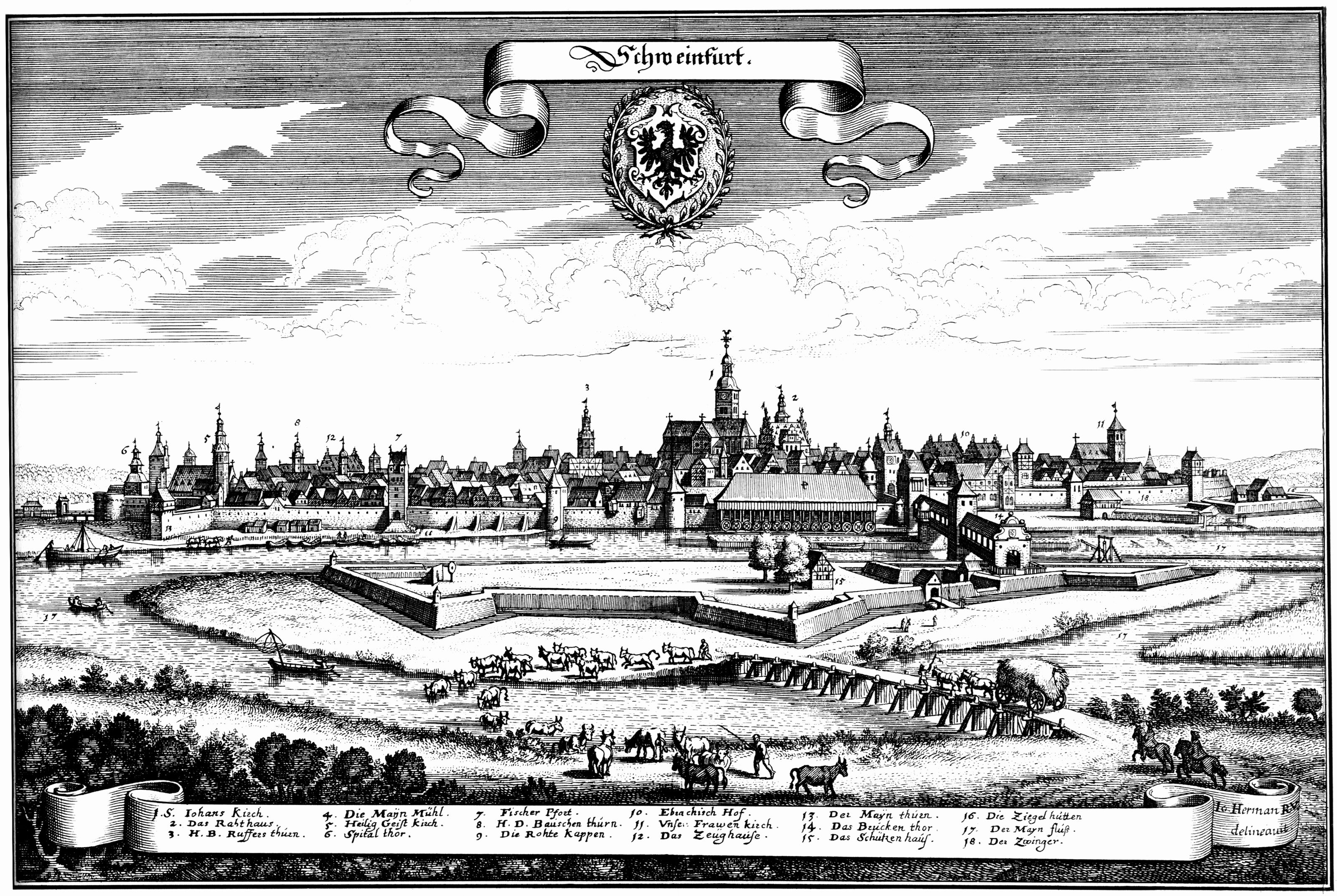
Stadtansicht von Matthäus Merian von 1648, vorne mit einfacher Holzbrücke an der Stelle der heutigen Marienbrücke
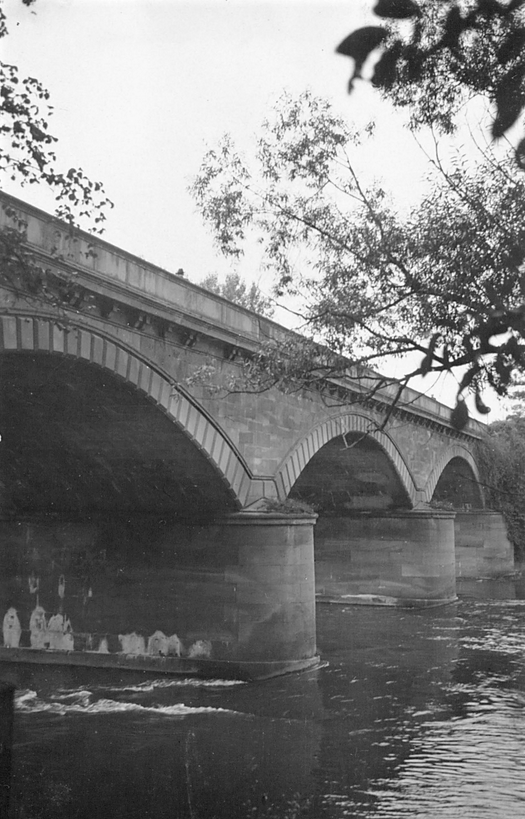
Brücke vor dem 2. Weltkrieg
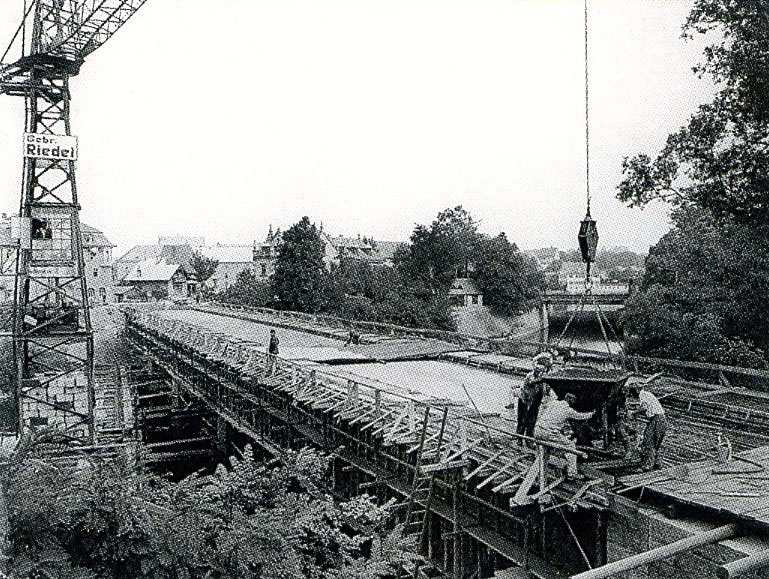
Heutige Brücke, im Bau 1946 durch die Firma Gebrüder Riedel (heute Riedel Bau)

### Ludwigsbrücke

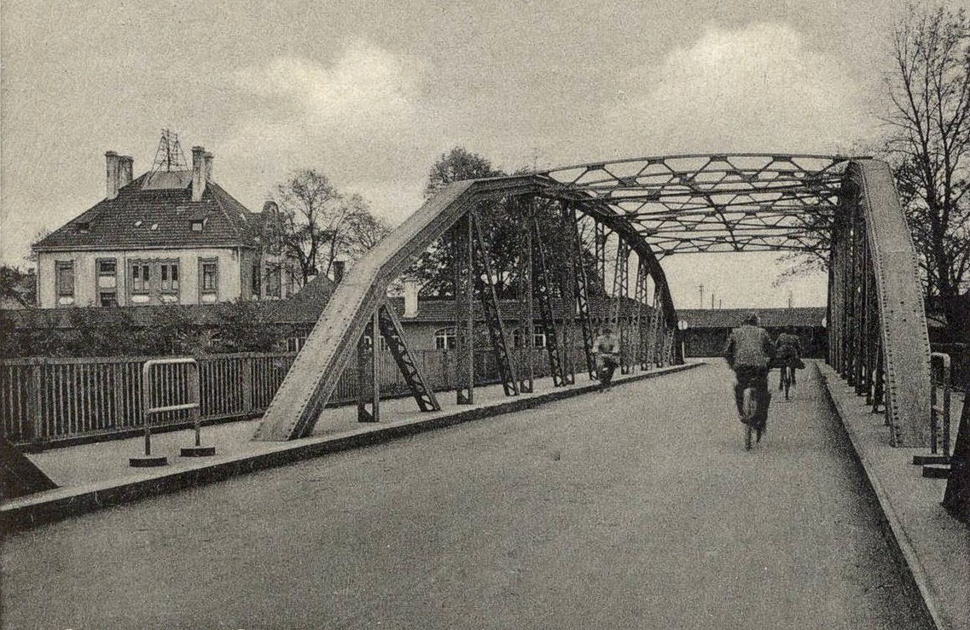
Alte Ludwigsbrücke (Vorgänger der heutigen Brücke) links mit Gasthof Ludwigsbrücke um 1950

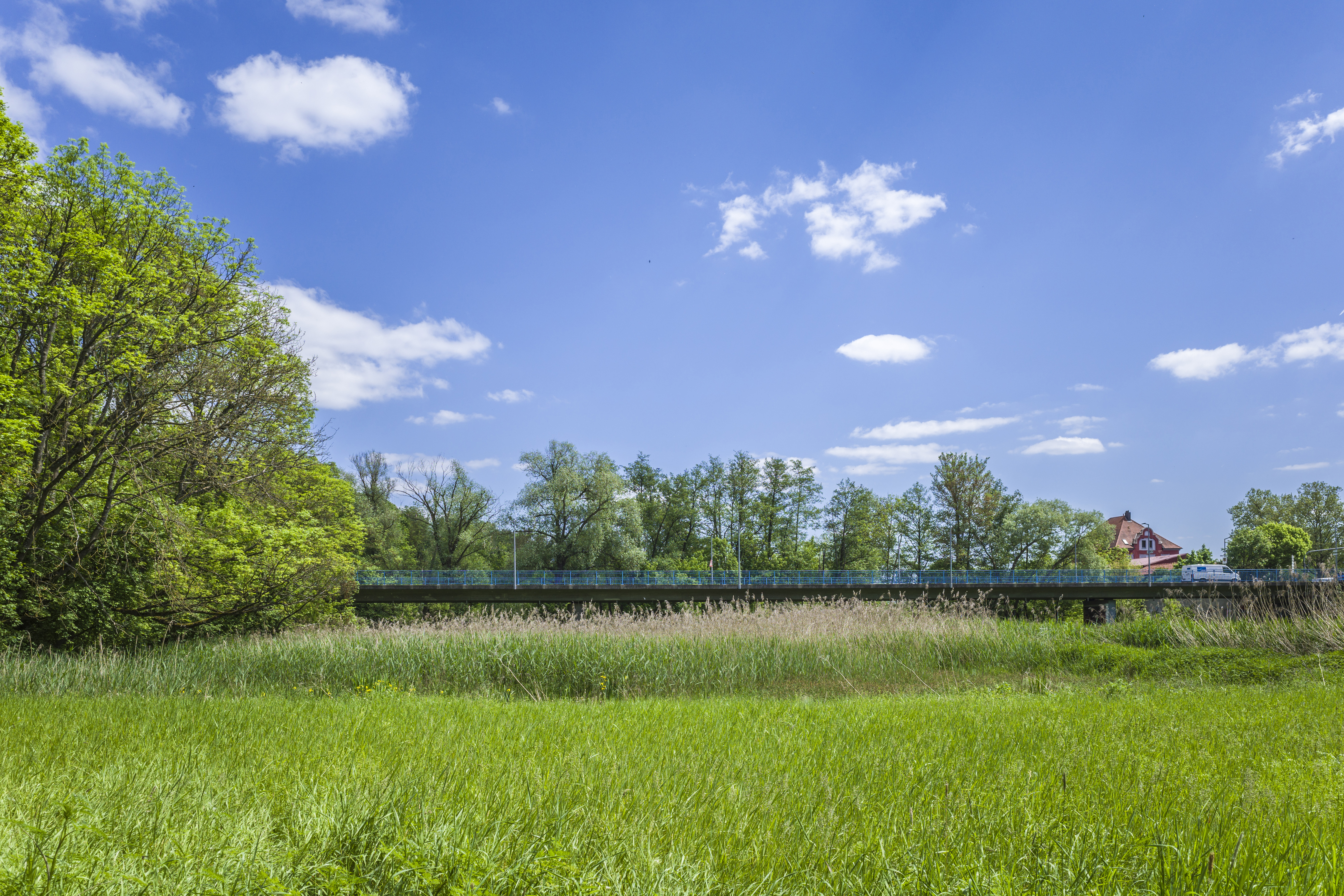
Heutige Ludwigsbrücke mit Gasthof

Die Ludwigsbrücke schließt südlich an die Maxbrücke und die Marienbrücke an und ermöglicht auf der Trasse der ersten Schweinfurter Mainpassage eine vollständige Querung des Maintals. Die Ludwigsbrücke überquert das Altmaintal, das bei starken Hochwasser in einen Nebenarm des Mains verwandelt wird. Die Brücke ist eine zwei und am südlichen Ende dreistreifige Straßenbrücke, über die die Staatsstraße St 2272 führt. Am Südende der Brücke liegt der Bahnhof Schweinfurt Sennfeld (Sennfelder Bahnhof). Die Brücke wurde in den 1960er Jahren als Stahlbetonbrücke, als Ersatz für die vorherige Stahlbrücke mit gitterförmigen Überbau, errichtet. Namensgeber für die Brücke und ihre Vorgängerbauten sind Könige des Königreich Bayerns. 2017 wurde die Brücke saniert.

### Brücke zwischen den Maininseln

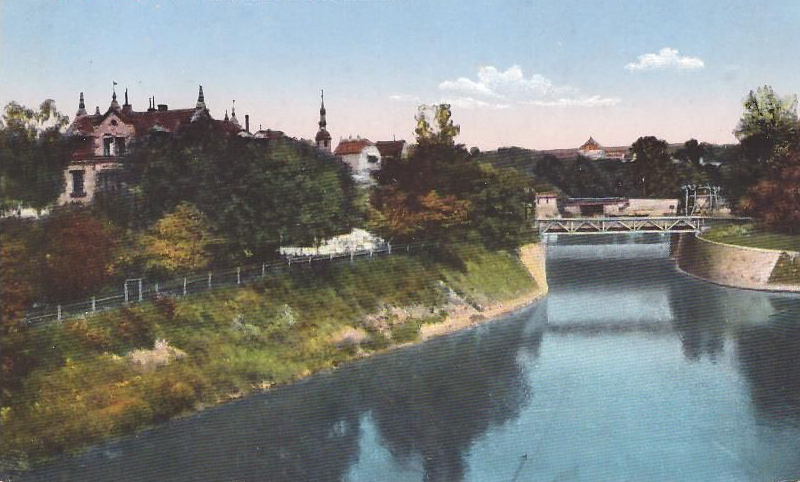
Brücke zwischen der Maininsel Bleichrasen (links) und der Böckleinsinsel (rechts), im Jahre 1910

Eine kleinere, namenlose Brücke führt über einen Main-Nebenarm und verbindet die Maininsel Bleichrasen mit der Böckleinsinsel. Rechts im Bild die Vorgängerbrücke aus Stahl, vorne mit dem Saumain und hinter der Brücke mit dem Hauptarm des Mains. Heute befindet sich hier eine Stahlbetonbrücke (siehe Bild am Artikelanfang).